# Nawat (Pipil)
Nawat (Nahuat, hispanisiert Náhuat) oder Pipil (Pipil-Sprache) ist die Sprache der Pipil, eine uto-aztekische Sprache Zentral-Amerikas, die dem Nahuatl nahesteht. Die akut bedrohte Sprache wird nur noch von wenigen (nach unterschiedlichen Angaben etwa 100 bis zu 2000) älteren Menschen in El Salvador gesprochen, insbesondere im Departement Sonsonate. Früher war die Sprache auch in Honduras und Guatemala verbreitet.
Nawat wird an einigen wenigen Schulen als Zweitsprache gelehrt, denn sämtliche Kinder wachsen ansonsten nur noch mit Spanisch auf.

## Sprachliche Merkmale
Die Pipil-Sprache hat einige Merkmale des Proto-Uto-Aztekischen bewahrt, die sich beim Nahuatl (Nawatl) Zentralmexikos verändert haben. Bei letzterem entwickelte sich im Gegensatz zur Sprache der Pipil aus /t/, dem ein /a/ folgte, das Phonem /tl/ [tɬ]. Ähnlich wie bei einigen Varianten des Nahuatl bzw. Nahuat in Mexiko tritt dagegen bei der Pipil-Sprache anstelle des „modernen“ /tl/ weiterhin der Laut [t] auf. So wird auch die Selbstbezeichnung Nawat sowohl für das Pipil als auch für phonetisch nahestehende Mundarten in Mexiko verwendet. Der Laut [t] steht außerdem dort, wo im klassischen Nahuatl ein Saltillo (stimmloser glottaler Plosiv) steht, was laut Lyle Campbell ebenfalls als ursprüngliches Merkmal des Nawat anzunehmen ist. Der aztekische Vokal /o/ wird im Nawat als [u] realisiert.
Die Absolutiv-Endung -tli des Nahuatl fehlt im Nawat (tan statt tlantli, „Zahn“). Des Weiteren steht statt Doppel-l ein einfaches l (ähnlich so auch in vielen mexikanischen Nahuatl-Varianten), am Wortende -l statt des aus -l und -tli entstandenen -lli (tunal statt tonalli, „Tag“). Dieser Verlust der Endungen ist eine Neuerung bzw. Vereinfachung des Nawat.
Im Unterschied zum Nahuatl von Zentralmexiko gibt es in Pipil keine Vorsilbe o- zur Bildung von Vergangenheitsformen. Zur Bildung von Pluralformen des Substantivs werden allgemein Silben verdoppelt (Reduplikation), während dieses Phänomen im mexikanischen Nahuatl nur in begrenztem Maße auftritt. Des Weiteren gibt es im Pipil keine Postpositionen; einige erstarrte Formen weisen jedoch darauf hin, dass es sie früher gab, z. B. apan („Fluss“ < „in/auf dem Wasser“), kujtan („unbebautes Land, Wald“ < „unter Bäumen“).

## Klassifikation und Bezeichnung
Sprecher von Nawat und Nahuatl können sich bis zu einem gewissen Grad gegenseitig verstehen. Beide Sprachen gehören zu einem Zweig („General Aztec“) der uto-aztekischen Sprachen, doch sind sie bereits deutlich über ein Jahrtausend voneinander getrennt. Während gerade mexikanische Autoren gern die Bezeichnung „Nahuatl“ verwenden, um die Zusammengehörigkeit mit der bei ihnen heimischen Nahuatl-Sprache zu betonen, weisen Linguisten und Pipil-Aktivisten in El Salvador dies zurück, betonen die Eigenständigkeit der Sprache und bestehen auf der Bezeichnung „Nawat“ oder „Náhuat“ ohne „tl“.
Es gibt eine Reihe von Nahua-Varianten in Mexiko, die statt „tl“ ein „t“ aufweisen, dabei jedoch eine unterschiedliche Entwicklung durchgemacht haben. Eng verwandt mit der Pipil-Sprache von El Salvador (viel näher als mit dem Zentral-Nahuatl) sind nur die Nawat-Mundarten des Isthmus von Tehuantepec (Pajapan, Mecayapan, Tatahuicapan und Zaragoza im Bundesstaat Veracruz und das Nawat von Cupilco in Tabasco), die deshalb auch als Pipil del Golfo bezeichnet werden.

## Geschichte
Zur Zeit der Eroberung durch die Spanier war Nawat eine der wichtigsten Sprachen im Gebiet des heutigen El Salvador. Daneben wurde es auch in Gegenden gesprochen, die heute zu Honduras und Guatemala gehören. Das Gebiet der Pipil umfasste den Westen El Salvadors sowie angrenzende Gebiete Guatemalas und Honduras.
Bis Anfang des 20. Jahrhunderts gab es ländliche Regionen in El Salvador, in denen das Nawat dominierte, insbesondere im Departement Sonsonate.
La Matanza, „das Massaker“ nach der Niederwerfung des Volksaufstands unter Agustín Farabundo Martí durch General Maximiliano Hernández Martínez 1932, gilt als das Ende der Pipil El Salvadors. So heißt es, Menschen seien einfach auf Grund des Unterscheidungsmerkmals getötet worden, dass sie Nawat (Pipil) sprachen oder „indianische“ Kleidung trugen. Etwa 30.000 Menschen, mehrheitlich unbewaffnete indigene Bauern, wurden dabei niedergemacht. Unter General Hernández erlassene Gesetze machten den Gebrauch indigener Sprachen offiziell strafbar.
Heute werden über 200.000 Menschen als Nachkommen der Pipil-Zivilisation in El Salvador und Honduras eingestuft. Von diesen sprechen aber nur noch eine Handvoll deren Sprache, nachdem in den 1930er Jahren sämtliche indigenen Sprachen El Salvadors unterdrückt und verfolgt wurden.

### Dokumentation
Die Verwandtschaft des Nawat mit dem Nahuatl Mexikos ist seit der Conquista bekannt, als tlaxcaltekische Bundesgenossen der Spanier die indigene Bevölkerung des heutigen westlichen El Salvador verstehen konnten. 1930, kurz vor der Matanza, zeichnete der deutsche Anthropologe Leonhard Schultze während eines drei Monate langen Aufenthalts in der Region von Izalco Mythen der Pipil auf. Erst 1935, nach dem Genozid an den Pipil, erschienen die Mythen bei Gustav Fischer in Jena.
Eine systematische Dokumentation der Sprache begann erst in der zweiten Hälfte des 20. Jahrhunderts. Ein großes Hindernis bildeten hierbei die Schwierigkeiten, überhaupt Sprecher zu finden, da angesichts der extremen Verfolgung nach der Matanza kaum jemand bereit war, sich zu seiner Muttersprache Nawat zu bekennen. Erste Arbeiten wurden 1953 von Juan G. Todd (Pipil in Nahuizalco), 1960 von Próspero Arauz (Izalco) und 1969 von Pedro Geoffroy Rivas (Cuscatlán) veröffentlicht. Aufbauend auf diesen Publikationen erstellte Lyle Campbell 1985 eine umfassende Arbeit über die Sprache, so dass diese nunmehr durch Erzählungen aus den genannten Orten, Vokabular und Grammatiken dokumentiert ist. Bemühungen um eine umfassende Dokumentation der Sprache werden in der Gegenwart verstärkt fortgesetzt.

## Heutige Situation
Bei der letzten Volkszählung in El Salvador 2007 bezeichneten sich 11.488 Personen als „Indigene“, überwiegend in historischen Pipil-Gebieten. Es gaben aber nur 97 Menschen Pipil bzw. Nawat als Muttersprache an, davon 62 im Departement Sonsonate, 22 in San Salvador und 13 in anderen Landesteilen. Der Nawat-Lehrer Genaro Ramírez Vázquez (1933–2017) zählte zur selben Zeit 133 Sprecher allein in Santo Domingo de Guzmán (Witzapan), wo er unterrichtete. Der Linguist Jorge Lemus von der Universität Don Bosco in San Salvador spricht 2010 von landesweit etwa 200 Sprechern, von denen über 80 % Einwohner von Santo Domingo de Guzmán seien. Die längere Erhaltung des Nawat erklärt er mit der Isolierung von Santo Domingo, das erst seit wenigen Jahren Verkehrsanschluss über eine befestigte Straße hat. Im Jahre 2004 gab Lemus aber unter Berufung auf Genaro Ramírez an, dass von ungefähr 200 Sprechern im ganzen Land nur noch etwa 10 % perfekte Sprachkenntnisse hätten. Als jüngster Nawat-Sprecher auf voll muttersprachlichem Niveau gilt Carlos Cortez aus Santo Domingo de Guzmán (* 1985), der das Nawat als Jugendlicher aus eigenen Willen von seiner Großmutter lernte und jetzt in Nawat-Projekten eine wichtige Rolle spielt. Eine kleine Anzahl von Muttersprachlern gibt es auch in Cuisnahuat, Caluco, Izalco und Nahuizalco (alle in Sonsonate) sowie in Tacuba (Ahuachapán). Es gibt keine einsprachigen Nawat-Sprecher mehr, sämtliche Sprecher beherrschen Spanisch in vollem Umfang. Im Alltag ist die Sprache praktisch nicht mehr zu hören, da sie seit der Matanza nicht mehr an die nächsten Generationen weitergegeben wird. Fast alle Muttersprachler gehören der ältesten Generation an und haben kaum Gelegenheiten, ihre Muttersprache zu verwenden. Die anderen Sprachen El Salvadors (die Maya-Sprachen Pocomam und Chortí – die allerdings noch in Guatemala gesprochen werden –, Kakawira/Cacaopera und als letzte Potón/Lenca) gelten als ausgestorben: Mit dem Aussterben des Nawat wäre so El Salvador das zweite Land auf dem amerikanischen Festland nach Uruguay, in dem keine indigenen Sprachen mehr gesprochen würden.

### Projekte zur Erhaltung und Revitalisierung
Obwohl die Verfassung der Republik El Salvador von 1983 in Artikel 62 die indigenen Sprachen als „Kulturerbe“ anerkennt und ihre Erhaltung als Staatsziel formuliert, gibt es bisher kein Regierungsprogramm zum Erhalt der indigenen Sprachen wie etwa interkulturelle zweisprachige Erziehung. Seit den 1990er Jahren gibt es allerdings von einigen indigenen Gemeinden und Organisationen geführte Projekte zur Revitalisierung von Nawat in El Salvador.
Im Departement Sonsonate wurde 1996 in drei indigen geprägten Gemeinden ein Unterrichtsprojekt begonnen, für das unter anderen die indigene Organisation Asociación Coordinadora de Comunidades Indígenas de El Salvador (ACCIES) und die Universität Don Bosco in San Salvador Lehrmaterial erstellt haben. Das Amt für indigene Angelegenheiten (Secretaría de Asuntos Indígenas, CONCULTURA) nannte 1996 die Zahl von 100 Nawat-Muttersprachlern, davon 35 in Santo Domingo de Guzmán und 15 in Cuisnahuat. Diese Sprecher der ältesten Generation – neben einigen wenigen jungen Sprechern, welche die Sprache fließend beherrschen – erteilen Kindern Unterricht auf der Grundlage von Programmen, die gemeinsam mit jungen Indigenen erstellt werden. In drei Gemeinden im Departement Sonsonate – Cuisnahuat, San Ramón (municipio San Antonio del Monte) und La Ceiba (municipio Santa Catarina Masahuat) –, welche gegenüber ACCIES Interesse an Nawat-Unterricht äußerten, wird nun an drei Tagen zwei Stunden vormittags und zwei nachmittags Nawat unterrichtet. In San Ramón und La Ceiba, wo es keine Muttersprachler mehr gibt, unterrichtet ein Muttersprachler aus Cuisnahuat. 1998 gründeten die Träger des Projekts das Comité de Rescate y Fortalicimiento Educativo Bilingüe Nahuat.
Am 27. September 2003 gründeten in Santo Domingo de Guzmán einige Linguisten (darunter Jorge Lemus, Alan R. King und Monica Ward), Lehrer und andere – Nawat-Zweitsprachler und Muttersprachler – die Initiative zur Wiedererlangung der Nawat-Sprache (Iniciativa para la Recuperación del Idioma Náhuat) IRIN. Langjähriger Vorsitzender war Genaro Ramírez Vázquez (1933–2017), nahezu der einzige Muttersprachler, der Texte auf Nawat geschrieben hat. Neben einer Verbesserung des Ansehens der Sprache hat die Initiative eine umfassende Dokumentation des Nawat, die Produktion nawatsprachiger Literatur und Lehrmaterialien sowie Unterricht in Nawat zum Ziel. Sie will auch die natürliche mündliche Weitergabe an zukünftige Generationen wieder erreichen. In Zusammenarbeit mit der Universität Don Bosco in San Salvador hat sie Nawat-Lehrbücher erarbeitet und ist an der Lehrerausbildung für Nawat-Schulprojekte beteiligt. In Izalco (Itzalku), der „historischen Hauptstadt der Pipil“, ist außerdem der Sitz des „Büros für die Nawat-Sprache“ (Tajkwiluyan Ipal ne Taketzalis). Unabhängig davon gibt es ein Projekt, die Bibel ins Nawat zu übersetzen. 2012 wurde die Übersetzung des Neuen Testaments abgeschlossen und ist seitdem online einsehbar.
Ein Projekt für Unterricht in Nawat an Schulen in größerem Maßstab unter Leitung von Jorge Lemus wurde 2003 eingeleitet, zunächst mit 275 Kindern an drei Schulen; 2008 waren es 2500 Schüler an elf Schulen. Gefördert wird das Projekt von der Fundación Círculo Solidario. Die Schüler haben ein bis drei Unterrichtsstunden Nawat pro Woche und lernen mit den Lehrbüchern der Universität Don Bosco und der IRIN-Initiative. Auf Grund des Mangels an Menschen im Berufsalter mit muttersprachlichen Nawat-Kenntnissen muss auf Lehrer mit spanischer Muttersprache zurückgegriffen werden. Die Lehrer haben bis auf eine Ausnahme das Nawat erst im Studium bzw. der Fortbildung gelernt und lernen es während des Projekts weiter: Sie sind selbst Nawat-Schüler. Bei der Ausbildung der Lehrer wird auf die Fähigkeit zur Kommunikation auf Nawat – Wortschatz und Formulierungen – im Klassenraum Wert gelegt. So wird gewährleistet, dass der Nawat-Unterricht ausschließlich auf Nawat abläuft, obwohl die Lehrer noch kein weit fortgeschrittenes Niveau der Sprache haben. Die Orte, an denen dieser Nawat-Unterricht stattfindet, sind Nahuizalco (Nawitzalku), Izalco (Itzalku) und Santo Domingo de Guzmán (Witzapan) sowie weitere Orte in den Municipios Armenia, Izalco und Nahuizalco, alle im Departamento Sonsonate, außerdem San Juan Talpa im Departamento La Paz. Erwähnenswert ist hierbei, dass das Nawat im Departamento La Paz, der Region der einstigen Nonualcos, bereits ausgestorben ist, es sich hier also um eine „Wiederbelebung“ im eigentlichen Sinne handelt. Die Verankerung der Lehrer in der Pipil-Kultur und ihre Motivation, die Sprache zu lernen und weiterzugeben, spielt eine zentrale Rolle im Projekt. Lidia Juliana Ama (* 1948), Schulleiterin der Schule „Dr. Mario Calvo Marroquín“ in Izalco, die mit 665 (Stand 2008) die größte Anzahl an Nawat-Schülern zum Projekt beisteuert, betont, dass sich ihre beiden Nawat-Lehrer voll mit der Pipil-Kultur und der Nawat-Sprache identifizieren. Sie begrüßt Bestrebungen im Bildungsministerium, Nawat in das öffentliche Schulprogramm zu integrieren, betont aber, dass nur Lehrer, die wie ihre beiden Kollegen mit dem ganzen Herzen zu ihrer Aufgabe stehen, diese auch durchführen könnten.
Nach Angaben der Universität Don Bosco wurden durch die Revitalisierungsprojekte an elf Schulen 3000 Kinder und Jugendliche zu Sprechern von Pipil als Zweitsprache im Jahre 2009. Diese seien in der Lage, einfache Gespräche auf Nawat zu führen. Im Dezember 2010 erhielten 28 Lehrer ein Diplom der Universität Don Bosco, das sie zum zweisprachigen Unterricht an öffentlichen Schulen in Spanisch und Nawat berechtigt. Diese Lehrer kommen von Schulen im Departement Sonsonate sowie aus Concepción de Ataco (Departamento Ahuachapán) und San Juan Talpa (Departamento La Paz).
Für eine Wiederbelebung der natürlichen mündlichen Weitergabe der Sprache an zukünftige Generationen wurde im August 2010 in Zusammenarbeit der Universität Don Bosco mit dem Erziehungsministerium ein einsprachig nawatsprachiger Kindergarten in Santo Domingo de Guzmán (Witzapan) eingerichtet, die „Nawat-Wiege“ (Cuna náhuat bzw. Xuchikisa nawat, „wo das Nawat aufblüht“). Hier betreuen Muttersprachlerinnen die Kinder und sprechen mit ihnen ausschließlich auf Nawat.
Die Nawat-Revitalisierungsprogamme stoßen stellenweise auf Widerstand. Auch im indigen geprägten Witzapan verleugnen nach wie vor viele Menschen ihre indigene Herkunft oder lehnen „rückwärts gewandte“ Indio-Kultur ab. Einige fordern Englisch- statt Nawat-Unterricht oder verspotten Menschen, die auf der Straße Nawat sprechen.
Unter der FMLN-Regierung von Mauricio Funes kam es erstmals zu einer gewissen Anerkennung der Projekte für das Nawat. Jorge Lemus erhielt für seine Arbeit zum Erhalt des Nawat im November 2010 den Nationalen Kulturpreis El Salvadors. Mauricio Funes will bei offiziellen Anlässen die Nationalhymne auch auf Nawat singen lassen. Die Unterstützung für Nawat-Projekte ist bisher jedoch nicht nachhaltig; so gibt es keine dauerhafte, gesetzlich garantierte Finanzierung.